# Gelaatsspieren
De gelaatsspieren zijn een groep van dwarsgestreepte spieren die onder andere de gelaatsexpressies controleren. Deze spieren worden soms ook mimische spieren genoemd.

## Structuur en innervatie
De gelaatsspieren liggen net onder de huid en worden onder andere geïnnerveerd door de motorische vezels van de nervus facialis, ook aangezichtszenuw of hersenzenuw VII genoemd. Bij beschadiging van deze zenuw treedt er een slappe verlamming op van alle spieren van de betreffende gelaatshelft, waarbij de mondhoek naar beneden hangt en het oog niet meer kan worden gesloten. De gelaatsspieren ontspringen op het bot, en monden uit op de gezichtshuid. Daarentegen worden de nabijgelegen kauwspieren geïnnerveerd door de nervus mandibularis, een zijtak van de nervus trigeminus of hersenzenuw V. De dwarsgestreepte musculatuur van het gelaat is in tegenstelling tot de echte dwarsgestreepte musculatuur niet volledig aan de wil onderworpen. Dit komt doordat nervus facialis oorspronkelijk deel uitmaakte van de visceromotorische zenuwen (zenuwen die behoren tot het het autonome zenuwstelsel).

## Lijst van spieren
De gelaatsspieren omvatten:
- Musculus occipitofrontalis
- Musculus procerus
- Musculus nasalis
- Musculus depressor septi nasi
- Musculus orbicularis oculi
- Musculus corrugator supercilii
- Musculus depressor supercilii
- Musculi auriculares anterior et superior et posterior
- Musculus orbicularis oris
- Musculus depressor anguli oris
- Musculus risorius
- Musculus zygomaticus major
- Musculus zygomaticus minor
- Musculus levator labii superioris
- Musculus levator labii superioris alaeque nasi
- Musculus depressor labii inferioris
- Musculus levator anguli oris
- Musculus buccinator
- Musculus mentalis